# Анђео златне косе (икона)
Анђео златне косе (рус. Ангел Златые власы  Ангел Златие Власи) је икона непознатог руског уметника, насликана у другој половини 12. века. Изложена је у Државном руском музеју у Санкт Петербургу.
Анђео златне косе  је најстарија икона из збирке  музеја. Већина стручњака дело приписује Новгородској школа иконописа. За сваку влас косе анђела положена је танка златна трака од златног листа, која чини да коса сија небеском светлошћу, као што злато симболизује  Божанско.

## Опис
Икона је једна од најстаријих сачуваних икона у Русији, која потиче из периода пре монголске инвазије. Окачена је у Кремљској цркви у Москви у 16. веку. Икона је вероватно донета из Новгорода у Москву за време владавине Ивана Грозног, када је опљачкао град и пренео светиње у своју престоницу.
Током 12. века, најистакнутији део иконостаса, параван од икона испред олтара, био је Десис – слика Христоса са мајком окружени анђелима и свецима Сматра се да је „ Анђео са златном косом био део тога. Огромни образи и широке бадемасте очи иконе подсећају на фреске у капели Богородице на острву Патмос у Грчкој. Стил иконе је сличан  муралима Спаситељске цркве на брду Нередица (1199) у Новгороду. Уметничко дело је резултат византијског уметничког утицаја на град Новгорода између касног 12. и почетка 13. века, који се проширио на град Москву око 1200. године.

## Историја
Икону је открио историчар уметности Георгиј Филимонов 1864. приликом демонтаже „оставе за смеће“ у „шатору“ (поткровљу) у звонику торња у Московском Кремљу, где су положене „дотрајале и неупотребљиве“ иконе, намењене уништењу. Икона је премештена у Музеј Румјанцева, где је приписан уметничком кругу Симона Ушакова. Закључак је заснован на последњој рестаурацији иконе, урађеној у 17. веку. Након распуштања Румјанцевског музеја 1925. године, икона је као део збирке хришћанских старина пребачена у Државни историјски музеј, где га је обновио рестауратор Е. И. Брјагин. Због лоше очуваности слике, рестауратор је био принуђен да сачува значајне остатке иконе из 17. века, попут зелене подлоге, одеће, натписа на коси и злата.
Године 1926. први пут је била изложена на изложби споменика древног руског иконописа у Државном историјском музеју. Године 1930. збирка хришћанских антиквитета је премештена у Третјаковску галерију . Затим у 1934. године икона је премештена у збирку с Руски музеј. Према Виктору Лазареву : ову икону морате повезати са византијским утицајем на уметност Новгорода у 12. веку. Икона би могла бити дело радионице Олисеја Грка. Икона је слична делу Свето лице Новгорода насликаном на полеђини Крстопоклона које Третјаковска галерија приписује „непознатом аутору“.